# Obs! (tidskrift)
Obs! var en svensk konservativ kulturtidskrift, utgiven 1944–1955.

## Historia
Obs! grundades av Arvid Fredborg och Gunnar Unger 1944. Fredborg var tidskriftens redaktör 1944–46, därefter Sten Möllerström 1946–49 och sedan Unger från 1949.
I tidskriften medverkade bland andra Th. Åke Leissner under pseudonymen ”Politiska örat”, och Gunnar Unger under pseudonymen ”Spectacle”. Tidskriften riktade sig till yngre konservativa akademiker, och kom att bli känd för sina satiriska och polemiska angrepp på de socialdemokratiskt ledda regeringarna under denna tid.